# 滋賀県立体育館
滋賀県立体育館（しがけんりつたいいくかん）は、滋賀県大津市におの浜に所在する総合体育館である。

## 概要
滋賀県民の心身の健全な発達とスポーツの普及振興を目的に設置され、2007年度（平成19年度）時点での利用者数は年間10万人を超える。

## 歴史
- 1970年（昭和45年）10月：滋賀県が運営団体を設立。
- 1973年（昭和48年）10月：滋賀県立体育館が竣工し、同体育館（本館）の供用を開始する。
- 1979年（昭和54年）5月：別館の供用を開始する[3]。
- 1981年（昭和56年）：第36回国民体育大会（びわこ国体）でバスケットボールの会場として使用される[4]。
- 2007年（平成19年）4月：指定管理者を滋賀県スポーツ協会グループに変更する[5]。
- 2016年（平成28年）
  - 6月29日：学習塾経営会社の成基が命名権を取得[注 1][6]。
  - 7月1日：命名権契約の発効に伴い、「ウカルちゃんアリーナ」という愛称が付く[注 2][7][8]。

## 施設
- 本館（大競技場）

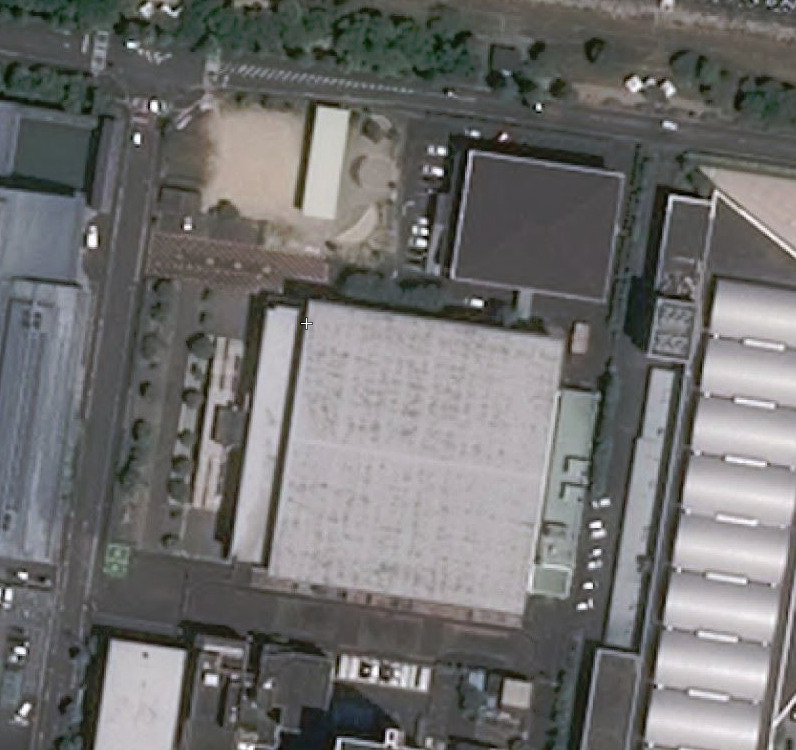
滋賀県立体育館（上空より。画像提供：NASA World Wind）

  - フロア面積 - 1,890 m2（45 m×42 m）
  - 収容人数 - 1階移動席 3,000名、2階・3階固定席 1,905名（※車イス席(2階)の9席を含む[3]）
  - 使用可能数 - バスケットボール2面、バレーボール3面、ハンドボール2面、卓球18面、バドミントン10面、テニス2面
  - ダクトロニクス社LEDリボン

- 別館（小競技場）
  - フロア面積 - 858 m2（33 m×26 m）
  - 使用可能数 - バスケットボール2面（公式1面）、バレーボール2面、卓球10面、バドミントン6面、テニス1面、体操、エアロビクスダンス

- スポーツ広場
  - ランニングコース:180 m
  - 3on3バスケットコート：2面
  - ニュースポーツコート：1面

※大会や催し物を開催する時は大型バス・トラック等の臨時駐車場も兼ねるため、使用することができない可能性がある。
- 特別室 - 定員15名（ソファー席）[9]
- 会議室 - 全4室[9]
- レイクス ストア＆カフェ - 滋賀レイクスターズのグッズおよびチケット販売を兼ねる。

駐車場に関して
駐車場は57台分が設けられている。なお、大津湖岸なぎさ公園（琵琶湖畔の公園）には有料駐車場が数ヵ所ある。
付近の有料駐車場
- プロムナード駐車場

徒歩5分（※なぎさ通り沿い）
- 市民プラザ駐車場（なぎさ公園市民プラザ）

徒歩8分（※大津市水再生センター（裏側）の向かい）
- サンシャインビーチ駐車場（大津湖岸なぎさ公園サンシャインビーチ）

徒歩約10分（※滋賀県道18号大津草津線（湖岸道路）沿い。出入口は木下町北交差点に接する）

## 主な大会・イベント
- 大津市を本拠地とするVプレミアリーグの東レアローズのホームゲームはここで開催される。なお、2021年シーズン（2021-22シーズン）まではB.LEAGUEの滋賀レイクスターズのホームアリーナでもあったが、滋賀アリーナの開館によりホームアリーナは同館へ移転した[注 3][11][12][13]。
- プロレス（新日本プロレス）の試合会場となったことがあり、2018年（平成30年）5月24日に試合が開催された[14]。

## 移設に関して
当体育館の老朽化に伴い、2025年（令和7年）に開催が予定される「わたSHIGA輝く国スポ・障スポ」（第79回国民スポーツ大会・第24回全国障害者スポーツ大会）を契機に、体育館をびわこ文化公園都市内に移設することとなった。新滋賀県立体育館は「滋賀アリーナ」という名称となり、2022年（令和4年）12月1日に開館した。なお、新体育館は2020年（令和2年）6月に滋賀ダイハツ販売（ダイハツ工業の滋賀県のディーラー名）が命名権を取得したため、『滋賀ダイハツアリーナ』という愛称が付くことも決定した。同スポーツ大会が終了するまでは既存の現体育館と滋賀アリーナ（滋賀ダイハツアリーナ）を併用することが確定している。

## アクセス
電車
- JR琵琶湖線（東海道本線）膳所駅・京阪石山坂本線京阪膳所駅より徒歩約15分。

バス
- 京阪バス「馬場一丁目」停留所または近江鉄道バス「馬場一丁目（県立体育館前）」停留所下車、徒歩5分。

タクシー
- JR琵琶湖線（東海道本線）大津駅より約5分。

自動車
- 名神高速道路大津ICより約10分。